# Cámara de Diputados de la Provincia de Córdoba
La Cámara de Diputados de la Provincia de Córdoba fue un órgano constitucional, de carácter representativo e integración pluripersonal, que desempeñaba, conjuntamente con la Cámara de Senadores de la Provincia de Córdoba, la función legislativa y de control político de los poderes ejecutivo y judicial en la Provincia de Córdoba.
Con la modificación a la constitución provincial en 2001, fue sucedida por la Legislatura de la Provincia de Córdoba.

## Origen
La disolución del Directorio, como órgano de gobierno central en el territorio de las Provincias Unidas del Río de la Plata, generó el nacimiento de las autonomías provinciales como nuevas unidades jurídico - territoriales derivadas de las intendencias de Buenos Aires, Córdoba del Tucumán y Salta del Tucumán.
En efecto, tras la Batalla de Cepeda y la firma del Tratado de Pilar, los antiguos territorios del Virreinato del Río de la Plata vigentes desde 1776, se dividieron y constituyeron en unidades soberanas, promulgando sus propios estatutos y creando instituciones para que las gobernaran. Los antiguos cabildos fueron abolidos y reemplazados por Juntas o Salas de Representantes, con la atribución de nombrar al gobernador y actuar como Poder Legislativo.
Así las cosas, el 18 de marzo de 1820 el Cabildo de Córdoba depuso al gobernador intendente Manuel Antonio de Castro y convirtió a la Intendencia de Córdoba en Provincia; declarando la "independencia federativa de Córdoba" y designando Gobernador al brigadier Juan Bautista Bustos, uno de los oficiales del Ejército del Norte protagonista del motín de Arequito. Ese mismo día se estableció, en la ciudad de Córdoba, el Congreso de Representantes bajo la presidencia del porteño Carlos del Signo.
El 30 de enero de 1821 el gobernador Juan Bautista Bustos aprobó el Reglamento Provisorio de la Provincia para el Régimen de las Autoridades de Ella, elaborado por una comisión de notables integrada por José Gregorio Baigorrí, José Norberto de Allende y Lorenzo Villegas -ausente a causa de un conflicto militar entre las autoridades provinciales de Buenos Aires y Santa Fe-.
En él, se organizó el Poder Legislativo ejercido por un Congreso de Representantes, de carácter unicameral, hasta el dictado de la constitución provincial. Se estableció un sistema de representación por censo: un diputado casa 12.000 habitantes o fracción superior a 8.000. El mandato de los diputados se estableció en cuatro años, renovable cada dos por mitades. La elección de los mismos sería indirecta: en una primera instancia, los ciudadanos sufragaban (de palabra o por escrito), recibiéndose los votos en el domicilio del juez principal, donde se guardaban en una pequeña arca.
Disposiciones posteriores modificaron las funciones y las bases de representación de la Legislatura cordobesa. El 18 de agosto de 1824 se suprimió la renta de la que gozaban los representantes. El 15 de enero de 1826 se modifica la representación, estableciendo la elección de un diputado cada 6.000 habitantes, por dos años, renovándolos por terceras partes cada ocho meses.

## La Legislatura en tiempos del caudillismo
El órgano legislativo de Córdoba se origina en los oficios concejiles elegidos en el Cabildo de 1815. Así, el 18 de marzo de 1820, estos representantes vecinales -miembros de la aristocracia cordobesa- se constituyen en órgano de deliberación declarando la "independencia federativa de Córdoba" y designando Gobernador al brigadier Juan Bautista Bustos. La supresión del Cabildo como órgano de gobierno y consulta local, por disposición de Bustos el 30 de diciembre de 1824, consolida al Congreso de Representantes como institución local permanente.
Su naturaleza no era la de un Poder Legislativo, en el sentido del principio sajón de separación de poderes, sino que se origina en el Derecho indiano. No legislaba, sino que administraba en las cosas comunales y actuaba como cuerpo de "prudentes" aconsejando las resoluciones del gobierno. El único órgano de poder válido y efectivo era el Gobernador y Capitán general, jefe natural de la milicia e intérprete de la voluntad popular en tiempos de la guerra por la independencia. Sus miembros se elegían por sufragio universal, en asamblea de vecinos -nativos y extranjeros propietarios- en la Plaza Mayor, y recibían el tratamiento de "Señores", al igual que los Capitulares. 
El Congreso de Representantes de 1821, en primer lugar, actuaba como cuerpo comunal deliberando sobre los precios del mercado, licencias de pulperías, régimen de escuelas y hospitales y reglamentos de salubridad pública entre otros. En segundo lugar, fungía como Senado local, dando su parecer al Gobernador de Córdoba en el dictado de las leyes, la firma de tratados interprovinciales, declaración de guerra a otras provincias y otros asuntos de Estado.
Con menos efectividad y poder, actuaba también como Colegio electoral al elegir nominalmente al Gobernador de Córdoba. En este punto, sus facultades eran más atenuadas en la realidad y los representantes se limitaban a convalidar o legitimar indistintamente al Caudillo ungido por las milicias o al jefe del Ejército de línea que entraba triunfante a la ciudad entre aplausos y vítores de los pobladores ilustrados. El historiador José María Rosa, ciertamente, los compara con las curias romanas cuando daban el "imperium" a los cónsules previamente elegidos por el ejército.
Con igual falta de efectividad y control, los representantes cordobeses actuaban como órgano constituyente sancionando el Reglamento Provisorio de la Provincia para el Régimen de las Autoridades de Ella y las reformas posteriores introducidas por "expertos".
En 1825, la disputa política generada con motivo de la reelección del gobernador Bustos afectó severamente la representatividad y estabilidad institucional del cuerpo. El 25 de febrero de 1825 finalizaba el mandato constitucional del gobernador y sus partidarios lo propusieron para la reelección. Pero los integrantes del Congreso provincial de Representantes, mediante una maniobra, impusieron en el cargo a un político moderado de tendencia unitaria, José Julián Martínez. Esto despertó la ira de los partidarios de Bustos que, con el apoyo de los comandantes de campaña -jefes de las milicias rurales- disolvieron el Congreso y eligieron nuevos representantes. Bajo una nueva conformación, el órgano legislativo lo consagró nuevamente gobernador el 30 de marzo de 1825.
Finalmente, el Congreso de Representantes se volvió una nulidad política con la sanción del Código Constitucional Provisorio del 1 de febrero de 1847. Siguiendo los lineamientos trazados en la provincia de Buenos Aires bajo el mando de Juan Manuel de Rosas, se otorgó facultades extraordinarias al gobernador Manuel López con la suma de los poderes públicos. La disolución de la Confederación Argentina y del sistema de poder de los caudillos provinciales, tras la Batalla de Caseros, pondrá fin a esta etapa.

## Separación de poderes
La Batalla de Caseros supone el nacimiento de la Nación Argentina y la reorganización de las autonomías provinciales bajo el signo de una Constitución federal y respetuosa de las libertades individuales. El derrocamiento del gobernador Manuel López, que detentaba la suma de los poderes públicos tras la sanción del Código Constitucional Provisorio de 1847, abre el período de organización constitucional en la Provincia de Córdoba.
En 1853 se sanciona la Constitución Nacional, estableciéndose un plazo de ocho meses a partir del 1 de diciembre de 1854 para que las provincias dictaran sus constituciones. En tal sentido, se sanciona la Constitución de la Provincia de Córdoba de 1855, siguiendo el proyecto de Juan Bautista Alberdi para la Provincia de Mendoza. 
Dejando de lado el sistema de gobierno clásico, originado en el Derecho indiano, consagra la vigencia del principio de Separación de poderes distribuyendo el poder público en una estructura tripartita de las funciones administrativa, legislativa y judicial bajo un sistema de frenos y contrapesos. Se determinó un Poder Ejecutivo unipersonal -a diferencia de Mendoza, Catamarca, San Luis y La Rioja que establecen un órgano ejecutivo colegiado- elegido por la legislatura cada tres años, sin posibilidad de reelección.
El Poder Legislativo es un órgano unicameral, ejercido por una Asamblea de veinticinco diputados, representantes a su vez de los catorce departamentos en que se dividía la provincia entonces: Capital, Río Seco, Río Segundo, Tulumba, Pocho, Punilla, San Javier, Río Cuarto, Calamuchita, Santa Rosa, Tercero Arriba, Tercero Abajo, Ischilín y Anejos.

## La bicameralidad
El 17 de septiembre de 1870 se sancionó la cuarta Constitución de la Provincia de Córdoba que, luego de cuarenta y nueve años de representación unicameral, estableció un Poder Legislativo bicameral al crear un Senado y una Cámara de Diputados. El primer presidente de este cuerpo legislativo fue Tristán A. Malbrán.
La introducción del sistema de doble representación o diarquía legislativa, receptó opiniones favorables y desfavorables a lo largo de su vigencia. Sus defensores sostuvieron que el procedimiento bicameral es más adecuado para el estudio profundizado de las leyes. En tanto, sus detractores sostenían que, a diferencia de la diarquía en la antigua Roma creada para evitar la omnipotencia del poder público, el sistema bicameral le permitió al Poder Ejecutivo atenuar los efectos de la oposición al dilatar el procedimiento de formación y sanción de las leyes y crear antagonismos intralegislativos.

## Integración colegiada o pluripersonal
La Cámara de Diputados, conforme a la Constitución de 1987, se integraba por (66) sesenta y seis representantes elegidos directamente por el pueblo de la Provincia, considerada éste como distrito único; sujeta a una cláusula de gobernabilidad, que otorga treinta y seis (36) bancas al partido político que obtenga mayor cantidad de votos.
Los (30) treinta restantes se distribuían entre los cuatro partidos políticos que sigan a aquel en orden a los votos obtenidos y que superen un mínimo del dos por ciento (2%) de los votos emitidos. La distribución entre las minorías se hace del siguiente modo, conforme al orden que surja del resultado de la elección: veinte (20) representantes al segundo; cinco (5) al tercero; tres (3) al cuarto y dos (2) al quinto. Si alguno de los cuatro partidos no alcanza el mínimo electoral exigido, el número de representantes que le corresponde por su orden, es adjudicado entre las minorías que han alcanzado ese mínimo en forma proporcional conforme lo establezca la ley.
La Cámara dictaba su Reglamento interno y podía, con el voto de los dos tercios de sus miembros corregir y aun excluir de su seno a cualquiera de ellos por desorden de conducta en el ejercicio de sus funciones o por indignidad, y removerlo por inhabilidad física o psíquica sobreviniente a su incorporación; aunque bastaba el voto de la mayoría de los miembros presentes para decidir sobre la renuncia que voluntariamente hicieren de sus cargos.

## Incorporación
Los integrantes titulares de las listas de candidatos propuestos que no hubieran resultado electos, eran considerados suplentes para el caso de vacancia. Producida una vacante, se cubre en forma inmediata por el que sigue de acuerdo con el orden establecido en la lista partidaria, y completa el suplente el período del titular que reemplace. Agotada la lista de titulares no electos, se continuaba por el orden de los suplentes que en número de dieciocho integraban la lista respectiva.

## Requisitos de elegibilidad
El Artículo 80.º de la Constitución de 1987 establecía tres requisitos para ser elegido Diputado de la Provincia de Córdoba:
- Haber cumplido la edad de veintiún años.
- Tener ciudadanía en ejercicio con una antigüedad mínima de cinco años, para los naturalizados.
- Tener residencia en la Provincia en forma inmediata y continua durante los dos años anteriores a su elección. A tales efectos no causa interrupción la ausencia motivada por el ejercicio de funciones políticas o técnicas al servicio del Gobierno Federal o de la Provincia.

## Inhabilidades, incompatibilidades y prohibiciones
No podían ser miembros del Poder Legislativo: los integrantes de fuerzas armadas y de seguridad en actividad, los excluidos del registro electoral y los inhabilitados por leyes nacionales o provinciales.
El cargo de legislador era incompatible con:
1º. El ejercicio de función en el Gobierno Federal, las provincias o los municipios, con excepción de la docencia en cargo de dedicación simple, y las comisiones honorarias eventuales para cuyo desempeño se requiere autorización previa de la Cámara respectiva.
2º. Todo otro cargo de carácter electivo nacional, provincial o municipal, excepto los de Convencional Constituyente o Convencional Municipal .
3º. El ejercicio de funciones directivas o de representación de empresas beneficiadas con concesiones por parte del Estado.
Los empleados de la Administración Pública Provincial o Municipal, que resultaren electos legisladores titulares, quedaban automáticamente con licencia sin goce de sueldo por el tiempo que durara su función.
Asimismo, ningún legislador podía patrocinar causas de contenido patrimonial en contra de la Nación, de la Provincia, o de los Municipios, salvo en caso de actuar por derecho propio.

## Mandato y sesión
Los diputados duraban cuatro años en sus funciones y eran reelegibles indefinidamente. La Cámara se constituía por propia convocatoria en sesiones ordinarias todos los años, desde el 1 de marzo hasta el 30 de noviembre. 
Ambas Cámaras, reunidas en Asamblea presidida por el presidente del Senado, abrían y cerraban sus sesiones ordinarias e invitaban al Poder Ejecutivo, en el primer caso, para que concurra a dar cuenta del estado de la administración y, en el segundo, únicamente para mayor solemnidad del acto. Comenzaban y concluían sus sesiones simultáneamente. Ninguna de ellas, mientras se hallaren reunidas, podían suspender sus sesiones por más de cuatro (4) días sin el consentimiento de la otra.
Las sesiones ordinarias podían ser prorrogadas por el Poder Ejecutivo o por decisión de ambas cámaras. Durante el receso quedaban suspendidos los plazos. Podía ser convocada a sesiones extraordinarias por el Poder Ejecutivo, o por alguno de sus presidentes a solicitud escrita de una cuarta parte de los miembros de la Cámara. En este caso, sólo podía ocuparse del objeto u objetos para los que hubiera sido convocada.
Las sesiones de eran públicas, a menos que un grave interés declarado por ella misma, exigiera lo contrario. Entraba en sesión con más de la mitad de sus miembros, pero un número menor podía compeler a los ausentes para que concurrieran a las sesiones en los términos y bajo las sanciones que fijara el Reglamento Interno.

## Competencias
La Cámara de Diputados tenía competencia exclusiva para:
1. iniciar la discusión de los proyectos de ley sobre presupuesto, tributos, contratación de empréstitos.
2. acusar ante el Senado a los funcionarios sujetos a juicio político.

En forma común, con la Cámara de Senadores de la Provincia de Córdoba, podía:
1°. Dictar todas las leyes que sean necesarias para hacer efectivos los derechos, deberes y garantías consagrados por esta Constitución sin alterar su espíritu.
2°. Aprobar y desechar los tratados y acuerdos para la gestión de intereses provinciales y la coordinación y unificación de servicios similares con el Estado Federal, las demás provincias, los municipios y entes públicos ajenos a la Provincia, con aprobación de la Legislatura y dando cuenta oportunamente al Congreso de la Nación Argentina, en su caso. 
Aprobar y desechar los convenios celebrados, con idénticos requisitos, con otras naciones, entes públicos o privados extranjeros y organizaciones internacionales, sin afectar la política exterior a cargo del Gobierno Federal.
3°. Admitir o rechazar las renuncias que presenten el Gobernador o el Vicegobernador reunidas ambas Cámaras para tal objeto.
4°. Resolver sobre las licencias del Gobernador y del Vicegobernador para salir fuera de la Provincia, cuando sus ausencias abarquen un período mayor de quince días.
5°. Instruir, reunidos en Asamblea con los dos tercios de los votos de los miembros de la misma, a los Senadores Nacionales para su gestión, cuando se trate de asuntos en que resulten involucrados los intereses de la Provincia .
6°. Convocar a elecciones provinciales si el Poder Ejecutivo no lo hace en término y con la anticipación determinada por la ley.
7°. Establecer los límites de las regiones de la Provincia que modifiquen el actual sistema de Departamentos, con dos tercios de votos de los miembros de cada Cámara.
8°. Autorizar con dos tercios de votos de los miembros presentes el abandono de jurisdicción de parte del territorio provincial, con objeto de utilidad pública; y autorizar con dos tercios de votos de los miembros de cada Cámara, la cesión de propiedad de parte del territorio de la Provincia con el mismo objeto. Cuando la cesión importe desmembramiento del territorio, la ley que así lo disponga debe ser sometida a referéndum de la ciudadanía.
9°. Dictar planes generales sobre cualquier objeto de interés regional, y dejar a las respectivas Municipalidades su aplicación.
10°. Dictar la ley orgánica municipal, conforme a lo que establece esta Constitución. En caso de fusión llamar a referéndum a los electores de los Municipios involucrados. Dictar leyes especiales que deleguen competencias de la Provincia a los Municipios.
11°. Disponer con los dos tercios de los votos de cada Cámara, la intervención a las Municipalidades de acuerdo con esta Constitución.
12°. Dictar la ley orgánica de educación de conformidad con los principios dispuestos en esta Constitución.
13°. Legislar sobre el desarrollo industrial y tecnológico, inmigración y promoción económica y social. Establecer regímenes de estímulo a la radicación de nuevas actividades productivas.
14°. Dictar la ley orgánica del Registro del Estado Civil y Capacidad de las Personas.
15°. Legislar sobre el uso y enajenación de las tierras de propiedad del Estado Provincial . Dictar leyes de colonización que aseguren una más productiva y racional explotación de los recursos agropecuarios.
16°. Dictar la ley de expropiaciones y declarar la utilidad pública a tales efectos.
17°. Dictar una ley general de jubilaciones, retiros y pensiones, sobre la base de un descuento obligatorio sobre los haberes para todos los cargos. Esta ley sólo puede reformarse con un intervalo mínimo de ocho años. En ningún caso puede acordar jubilaciones, pensiones o dádivas por leyes especiales que importen un privilegio que difiera del régimen general.
18°. Dictar la ley orgánica de la Policía de la Provincia y del Servicio Penitenciario Federal
19°. Dictar normas generales sobre la preservación del recurso suelo urbano, referidas al ordenamiento territorial y protectoras del medio ambiente y del equilibrio ecológico.
20°. Dictar las leyes de Partidos Políticos y Electoral.
21°. Dictar las leyes que establecen los procedimientos de Juicio Político y del Jurado de Enjuiciamiento.
22°. Dictar los códigos y leyes procesales.
23°. Crear y suprimir empleos y legislar sobre todas las reparticiones, oficinas y establecimientos públicos, con determinación de las atribuciones y responsabilidades de cada funcionario. Esta legislación debe tener en cuenta la política de reforma administrativa propuesta por esta Constitución.
24°. Dictar el estatuto, el régimen de remuneraciones, y reglar el escalafón del personal de los Poderes y órganos del Estado Provincial.
25°. Legislar sobre la descentralización de servicios de la Administración y la creación de empresas públicas, sociedades del Estado, bancos y otras instituciones de crédito y ahorro.
26°. Aprobar la ejecución de obras públicas exigidas por el interés de la Provincia.
27°. Considerar el presupuesto general de gastos y cálculo de recursos que remite el Poder Ejecutivo antes del quince de octubre para el período siguiente o por uno mayor, siempre que no exceda el término del mandato del Gobernador en ejercicio. Dictar su propio presupuesto, el que se integra al presupuesto general, y fijar las normas respecto de su personal. Aumentar el número y el sueldo de los agentes de las reparticiones públicas, a propuesta del Poder Ejecutivo. La ejecución de leyes sancionadas por la Legislatura y que importen gastos se realiza a partir del momento en que existan fondos disponibles en el presupuesto, o se creen los recursos necesarios para satisfacerlos.
28°. Proceder a sancionar dicho presupuesto sobre la base del vigente, si el Poder Ejecutivo no presenta el proyecto antes del término que fija esta Constitución.
29°. Aprobar o desechar las cuentas de inversión del año fenecido, dentro del período ordinario en que se remitan. Si no son observadas en ese período, quedan aprobadas.
30°. Establecer tributos para la formación del tesoro provincial.
31°. Autorizar al Poder Ejecutivo, con el voto de dos tercios de los miembros presentes en cada Cámara, a contraer empréstitos.
32°. Dictar la ley orgánica del uso del crédito público y arreglar el pago de las deudas del Estado Provincial.
33°. Sancionar leyes de coparticipación tributaria para las Municipalidades y aprobar subsidios para estas.
34°. Reglamentar la organización y funcionamiento del cargo de Defensor del Pueblo y designar a dicho funcionario con el voto de los dos tercios de los miembros de cada Cámara reunidos en Asamblea.
35°. Conceder amnistías generales.
36°. Otorgar honores y recompensas de estímulo por servicios de gran importancia prestados a la Provincia, los que no pueden disponerse a favor de los funcionarios durante el desempeño de sus cargos.
37°. Reglar el poder de policía en materia de autorización y represión de juegos de azar, cuyo ejercicio compete en forma exclusiva a la Provincia, a través de los organismos que ella determina.
38°. Promover el bienestar común mediante leyes sobre todo asunto de interés general que no corresponda privativamente al Gobierno Federal.
39°. Dictar todas las leyes y reglamentos que sean convenientes para poner en ejercicio los poderes antecedentes y todos los otros concedidos por la presente Constitución al Gobierno de la Provincia.

## Relacionados
1. Anexo:Presidentes de la Cámara de Diputados de la provincia de Córdoba
2. Cabildo de Córdoba

- Datos: Q5795773